# Laszlo De Paepe
Laszlo De Paepe (ur. 24 czerwca 1996) – belgijski siatkarz, grający na pozycji środkowego, reprezentant Belgii.

## Sukcesy klubowe
Liga belgijska:
- 2025[2]
- 2018, 2019

## Sukcesy reprezentacyjne
Mistrzostwa Europy Juniorów:
- 2012

Mistrzostwa Europy Kadetów:
- 2013[3]